# カフェイン中毒

カフェイン中毒の主な症状

カフェイン中毒（カフェインちゅうどく、英語: caffeine Poisoning）、カフェイニズム（Caffeinism）とは、カフェインを過剰摂取した結果として引き起こされた薬物中毒である。この中毒は、カフェインの過剰摂取に伴う様々な心身の不快な症状を対象としている。血中に入ったカフェインは血液脳関門も突破するため、末梢だけでなく中枢神経系にも影響を及ぼす。
精神障害の診断と統計マニュアル（DSM）においては、カフェイン中毒（intoxication）、カフェイン離脱症状（withdrawal）、カフェイン誘発性不安神経症、カフェイン誘発性睡眠障害など、カフェインに関連する4つの障害が記載されている。DSM-IV-TRでは、カフェイン中毒（caffeine intoxication）として診断コード305.90に分類される。
カフェインは経口摂取すると消化管から吸収されるため、過剰に摂取すると、深刻な急性中毒が生じる場合が有る。中にはカフェイン中毒による死亡例も、稀に報告される。過剰にカフェインを摂取する妊婦からは、低体重児が出生したり、あるいは流産の割合が増加するとの報告が存在する。加えて、薬物相互作用のために、カフェインの消失が遅くなって影響を受ける可能性も有る。また、これは中毒とは意味合いが多少異なるものの、基礎疾患として痛風を有している場合、カフェインは体内で尿酸へと代謝されるため、カフェイン摂取が影響を与える可能性もある。

## 診断基準
アメリカ精神医学会によれば、250 (mg/day)以上のカフェイン摂取によって、焦燥感、神経過敏、興奮、不眠、顔面紅潮、悪心、頻尿、頻脈などの症状が現れ得るものの、この量はDSM-IV-TRにおけるカフェイン中毒（Caffeine Intoxication ; 305.9）の診断基準Aであり、これらの症状を5つ以上満たすのが診断基準Bである。さらに診断基準Cの著しい苦痛や社会や職業的な機能の障害が有るという、重症な場合がカフェイン中毒である。世界保健機関による『ICD-10 第5章:精神と行動の障害』では、F15.0カフェインや他の精神刺激薬による急性中毒で、診断基準は存在しない。

## 疫学
ヒトにおけるカフェインのLD50は、一般に約200 (mg/kg)と言われているものの、個体差が大きい。例えば、カフェイン分解酵素（CYPやモノアミンオキシダーゼ）の活量や肝機能に、差が有るためである。さらに、カフェインの場合は連用していると、耐性が生じるためでもある。ただ、日本でカフェインは劇薬に指定、すなわち、経口投与でLD50が300 (mg/kg)を超えないとされている。
カフェイン中毒は、カフェインの過剰摂取や代謝阻害などにより、体内におけるカフェインの濃度が上昇した結果として発症する。ヒトのカフェインの感受性には個体差も見られるため、一概に言えないものの、一般的な成人では、1時間以内に 6.5 (mg/kg)以上のカフェインを摂取した場合は約半数が、カフェインによる急性症状が出るとされる。さらに、3時間以内に17 (mg/kg)以上のカフェインを摂取した場合は、全てのヒトに急性症状が現れる。
カフェイン中毒が起きたとしても、ほとんどの事例で死亡には至らないものの、短時間で大量摂取した場合には、死亡するケースも報告されている。なお、食品まで含めると、ほとんどの地域でカフェインは比較的容易に入手可能だという意味において、中毒を引き起こし得る薬物としては身近な存在であり、日本中毒学会の調査によれば、2011年から2016年の5年間に日本国内だけでも3人がカフェイン中毒により死亡した。

## 作用機序
ヒトがカフェインを経口摂取した場合、最大血中濃度に達するのは、30分後から45分後である。血中に入ったカフェインは血液脳関門なども突破するため、脳も含めて全身に分布する。したがって、カフェインは全身の様々な組織に影響を及ぼす。さらに、カフェインは、幾つかの機序で、様々な生理作用を示す。例えば、ヒトの全てのサブタイプのホスホジエステラーゼを、カフェインは非選択的に阻害する。ヒトにおいて、ホスホジエステラーゼはサブタイプこそ違えど、様々な組織で発現しており、例えば、脳、心筋、平滑筋などが挙げられる。また、カフェインはアデノシン受容体をブロックする。さらに、筋小胞体からのカルシウムイオンの遊離を促進するなど、体内のカルシウムイオンの挙動も変える。その他の様々な作用が総合的に影響し合い、カフェインは様々な生理作用を発揮する。カフェインの中毒とは、生体内のカフェインの濃度が高く、数々のカフェインの生理作用が、もはや有害な域に達した状態、さらには生命維持を脅かす状態に達した事態に当たる。

### 中枢神経系の中毒
カフェインは中枢神経系の大脳皮質の神経細胞を興奮させる作用を有している。カフェインの分子は、キサンチンの1番と3番と7番の窒素に、水素ではなくメチル基が結合した構造をしており、したがって、メチルキサンチン類に分類される。キサンチンにも中枢神経系の興奮作用が存在するものの、キサンチンが分子中に有する窒素にメチル基を結合させると、この中枢神経系の興奮作用が増強する事が知られている。メチルキサンチン類の中でも3箇所の窒素にメチル基を持つカフェインは、比較的中枢神経系の興奮作用が強い事が知られている。
カフェインも低濃度であれば、アデノシンA1受容体をブロックするために、眠気が去る覚醒作用を起こす程度で済む。この覚醒作用も、メタンフェタミンのような覚醒剤のように神経細胞へ直接刺激するのではなく、脳自身が自身の活動を抑制する作用を弱めるという間接的な方法によって覚醒作用を起こしているに過ぎない。これが不眠の原因になる場合も有る。
さらにカフェインの濃度が増すと、中枢神経系が刺激された事による有害作用が起きてくる。例えば、知覚過敏、不安、振戦などである。もっとカフェインの濃度が増加すると、局所での痙攣、さらには、全身での痙攣が発生する場合も有る。
なお、中枢神経系の興奮に伴い、心拍数増加や動悸など、その他の末梢での症状も随伴し得る。

### 末梢の中毒
カフェインと同じメチルキサンチン類の中でもテオフィリンは末梢で強い作用を持つわけだが、テオフィリンやテオブロミンと比べれば、カフェインの末梢での作用は弱い。そうは言っても、カフェインが比較的高い血中濃度に達すると、カフェインには心筋でホスホジエステラーゼ3を阻害する作用を有するため、心筋でサイクリックAMPが増加し、心室性頻脈性不整脈を引き起こし得る。カフェインの大量摂取をした場合には、この不整脈も死亡の原因になり得る。
なお、この他の作用として、尿細管でのナトリウムイオンの再吸収を抑制するため、結果として、水の再吸収も妨げられるため、利尿作用が現れる。加えて、膀胱括約筋に取り付いてその作用を抑制しているアデノシンの働きを、カフェインが妨害するために頻尿になるという説もある。いずれにしても、身体の水分を失わせる方向にカフェインは作用する。
また、血管以外の平滑筋を弛緩させる一方で、末梢血管は収縮させる傾向にある。

## 薬物相互作用の影響

### カフェインの作用増強
薬物の中には、ヒトにおいてカフェインの体内からの消失時間を長引かせる物も存在する。例えば、ジスルフィラムやシメチジンやスチリペントールを摂取した状態では、肝臓でのカフェインの代謝が阻害されるため、カフェインの体内での不活化までの時間が延長し、カフェインのAUCも増加する。したがって、同じ用量のカフェインを摂取したとしても、体内に他の薬物が無い場合にはカフェインの急性中毒を発症しなかったのに、体内に他の薬物が共存していたがためにカフェインによる急性中毒が発生する可能性も出てくる。

### カフェインが他の薬物の作用を増強
カフェインの急性中毒は中枢神経系にも及ぶわけだが、アミノフィリンやテオフィリンやプロキシフィリンなどが有する中枢神経系を興奮させる作用に、摂取したカフェインによる中枢神経系を興奮させる作用が加わる。さらに、テオフィリンの場合には、カフェインがテオフィリンの体内での代謝を阻害するため、テオフィリンの血中濃度が上昇する。血中濃度が上昇すれば、作用も増強する。したがって、何らかの薬を服用していても普段ならば問題が発生しなかったのに、カフェインを同時に摂取した結果、有害作用が出現する可能性も出てくる。

## 管理
カフェインを短時間に大量に摂取した場合には、カフェインの急性中毒を起こし、重篤な状態に陥る事が有り、治療が必要になる場合も有る。もし重症で緊急を要する場合は、救急病院に搬送後、集中治療室または冠疾患集中治療室にて全身管理を行い、致死的症状に対応しなければならない。しかしながら、カフェインには特異的な解毒剤や拮抗薬は無いため、対症療法を行って時間と共に回復を待つ。なお、症状が重篤ではなければ、経過観察と休養で良い。

### カフェインの体内からの排除
カフェインの急性中毒も、カフェインが腎臓から尿中に排泄されたり、または、カフェインが体内で代謝されて不活化されてゆくため、次第にカフェインの血中濃度は低下してゆく。ヒトの成体において、体内でのカフェインの半減期は通常、約4.9時間程度とされている。
この際に、体内でカフェインを不活化する酵素であるCYP1A2やモノアミン酸化酵素を阻害する薬物を使用すると、カフェインの代謝が遅れ、症状が長引いたり、悪化する場合がある。したがって、カフェインの急性中毒患者が、カフェイン以外の薬物を同時に使用していないかどうかにも注意を払う。
場合によっては、カフェインの血中濃度を強制的に低下させるため、血液吸着および血液透析を行う場合も有る、胃洗浄。

### 対症療法
危機的な量のカフェインを摂取している場合、全身痙攣や致死性不整脈を起こしている場合もある。そこで、まず横隔膜の痙攣による呼吸不全を防ぐため、筋弛緩剤やバルビツール酸系薬の投与と酸素吸入で急速対応する。加えて、重い不整脈に対しては心拍を監視して心室細動に注意を払い、必要に応じて適切な処置を行う。
また、精神症状が出現している場合も有り、患者が錯乱状態に陥っている事なども有り得る。中毒患者にとっては、患者の異常な興奮や不安などの症状には、ジアゼパムの静脈注射などで緩和すると良い。それでも充分な効果を得られない場合は、ベンゾジアゼピンなどの追加投薬などで対応する。この際、ドパミン拮抗型の鎮静剤（抗精神病薬）は使用しない。